# هارولد إس. هيرد
هارولد إس. هيرد (بالإنجليزية: Harold S. Herd)‏ هو قاضي ومحامي وسياسي أمريكي، ولد في 3 يونيو 1918، وتوفي في 23 أبريل 2007. نشط حزبياً في الحزب الديمقراطي. وقد انتخب عضو مجلس ولاية كانساس.